# Leszek Molenda
Leszek Ryszard Molenda (ur. 23 lipca 1953 w Sosnowcu, zm. 15 czerwca 1999 tamże) – polski siatkarz, medalista mistrzostw Europy, olimpijczyk z Moskwy 1980.
Był zawodnikiem klubu Płomień Milowice, z którym to klubem zdobył w latach 1977, 1979 tytuł mistrza Polski. W roku 1978 zdobył Puchar Europy Mistrzów Krajowych a w roku 1979 wywalczył 3. miejsce w tych rozgrywkach.
W reprezentacji Polski rozegrał 129 spotkań w latach 1975–1980. Dwukrotny srebrny medalista mistrzostw Europy z Helsinek w roku 1977, Paryża w roku 1979. Uczestnik mistrzostw świata w roku 1978 w Rzymie, podczas których Polska zajęła 8. miejsce. Uczestnik Pucharu Świata w roku 1977 rozegranego w Tokio, podczas którego polska drużyna zajęła 4. miejsce.
Na igrzyskach olimpijskich w 1980 roku był członkiem drużyny, która zajęła 4. miejsce.
Po zakończeniu kariery zawodniczej w Polsce grał jeszcze we Włoszech, w klubach Victor Village Ugento (1983/1984 w ekstraklasie, 1984/1985 w II lidze) oraz Valli Zabban Sestese (1985/1986 w II lidze).